# Onthophagus phukhieoensis
Onthophagus phukhieoensis är en skalbaggsart som beskrevs av Masumoto, Ochi och Hanboonsong 2007. Onthophagus phukhieoensis ingår i släktet Onthophagus och familjen bladhorningar. Artens utbredningsområde är Thailand. Inga underarter finns listade i Catalogue of Life.